# Kuwada Yoshinari
Kuwada Yoshinari (japanisch 桑田 義備; geboren 5. Oktober 1882 in Suita, Osaka; gestorben 13. August 1981) war ein japanischer Zellbiologe.

## Leben und Wirken
Kuwada Yoshinari machte 1908 seinen Abschluss an der Universität Tōkyō im Fach Botanik. 1918 wurde er Direktor des kurz zuvor gegründeten „Tokugawa Institute of Biology“. Von 1922 bis 1942 wirkte er als Professor an der Universität Kyōto, die ihn nach dem Ausscheiden als „Meiyo Kyōju“ ehrte. Kuwada hatte sich bei seinen Forschungen insbesondere mit der Genetik von Reis und Mais befasst.
1953 wurde Kuwada von der Akademie der Wissenschaften mit einem Preis ausgezeichnet. Die Akademie nahm ihn im selben Jahr als Mitglied auf. 1962 wurde er als Person mit besonderen kulturellen Verdiensten geehrt und im selben Jahr mit dem Kulturorden ausgezeichnet.
Wichtige Werke sind
- „Die Struktur der Chromosomen“ (染色体の構造, Senshokutai no kōzō)
- „Spaltung von Zellkernen“ (細胞核の分裂, Saibōkaku no bunrestsu)
- „Evolution der Mitose“ (核分裂の進化, Kakubunretsu no shinka)